# Joseph Magdelaine Martin
Joseph Magdelaine Martin (Saint-Béat, 6 de enero de 1753-Toulouse, 29 de septiembre de 1815) fue un político y militar francés que participó en las Guerras de la Revolución Francesa y fue prefecto de los Pirineos Orientales.

## Biografía
Al inicio de la Revolución francesa era empresario en Toulouse. Se inscribió en el tercer Batallón de Voluntarios del Alto Garona el 1 de agosto de 1791, fue ascendido a capitán de infantería el 21 de enero siguiente y a teniente coronel el 12 de febrero. Posteriormente combatió contra los austriacos y piemonteses de Sospel (1792) y Gilet (1793) y Saorj (1793-94). También luchó contra la primera Coalición en el Sitio de Toló en 1793 con el grado de jefe de batallón. Por recomendación del general Dugommier y con motivo de haberse distinguido en Toló, recibió el nombramiento provisional de general de brigada el 20 de diciembre de 1793.
Fue destinado al Ejército de los Pirineos Orientales durante la Gran Guerra, el 30 de abril de 1794 participó en la batalla del Boulou tomando Tresserre y en julio de 1795 mandaba la plaza de Bellver de Cerdeña. El generalato le fue confirmado definitivamente el 13 de junio de 1795 por el Comité de Salvación Pública. Entre septiembre del 1795 y marzo del 1796 tuvo el mando temporal del departamento de los Pirineos Orientales y en abril del 1796 tomó el mando militar del departamento de la Losera.
Fue elegido diputado de la Asamblea Nacional por el departamento de la Alta Garona el 14 de abril de 1797, con 218 votos de un total de 254, y retuvo el escaño hasta el 26 de diciembre de 1799.
El 4 de marzo de 1801 fue nombrado prefecto de los Pirineos Orientales al ser cesado en funciones Charles Charvet de Blenod y permaneció en el puesto hasta el 12 de marzo de 1813, cuando fue destituido y reemplazado por Jean François Delamalle.
Había recibido el nombramiento de caballero de la Legión de Honor francesa el 14 de junio de 1804. Como militar, pasó a la reserva el 6 de junio de 1811.